# John Foot, Baron Foot
John Mackintosh Foot, Baron Foot (* 17. Februar 1909 in Pencrebar, Callington, Cornwall; † 11. Oktober 1999) war ein englischer Politiker der Liberal Party und Anwalt.

## Familie
John Foot war der dritte Sohn von Isaac Foot (1880–1960) und dessen Frau Eva Mackintosh († 1946); das Ehepaar hatte insgesamt sechs Kinder. Isaac Foot war Anwalt und aktives Mitglieder der Liberal Party, saß als Abgeordneter für Bodmin vor dem Ersten Weltkrieg im Parlament und war nach dem Krieg Oberbürgermeister von Plymouth. Die älteren Geschwister von John Foot waren der Rechtsanwalt Dingle Foot (1905–1978), der nacheinander für die Liberal Party und die Labour Party im Parlament saß, sowie Hugh Foot (1907–1990), der von 1957 bis 1960  Gouverneur von Zypern und anschließend britischer Vertreter bei der UN war. Ein jüngerer Bruder war Michael Foot, späterer Minister von Labour. 1935 heiratete John Foot die US-Amerikanerin Anne Bailey Farr, sie hatten einen Sohn und eine Tochter.

## Frühe Jahre
Foot studierte am Balliol College in Oxford, wo er 1931 Präsident der Oxford Union war und damit seinem älteren Bruder Dingle folgte und seinem jüngeren Bruder Michael vorausging. Nach dem Abschluss trat er der Familienkanzlei bei, bevor er in der Wessex Division diente und bis zum Major befördert wurde. Im Zweiten Weltkrieg diente er im Hauptquartier der 21st Army Group. Nach dem Krieg arbeitete er wieder in der Kanzlei seines Vaters und wurde 1960 nach dessen Tod deren Inhaber. 

## Politische Laufbahn
Laut den Worten seines Bruders Michael war John Foot der beste Redner und das „fähigste Mitglied der Familie“. Dass er trotzdem nicht so bekannt wurde wie seine Brüder, lag daran, dass er als einziger in der Familienkanzlei tätig war, Mitglied der wenig erfolgreichen Liberal Party war und sich häufig lokal engagierte. 1934 kandidierte er erstmals für die Liberalen bei Nachwahlen und dreimal für das Parlament, konnte sich jedoch bei keinem Mal gegen die jeweiligen konservativen Konkurrenten durchsetzen. Im November 1967 wurde er zum Life Peer erhoben mit dem Titel Baron Foot, of Buckland Monachorum in the County of Devon. 
Von 1970 bis 1978 war Foot Vorsitzender des britischen Immigration Advisory Service, eines Wohlfahrtsverbands, der sich um Flüchtlinge kümmerte. Er kritisierte die Regierung von Harold Wilson, weil diese Versprechungen gegenüber den Menschen asiatischer Herkunft, die in den 1970er Jahren aus Kenia und Uganda vertrieben worden waren, nicht eingehalten habe. Zudem zeigte er sich als hartnäckiger Umweltschützer, der gegen Expansionsbestrebungen der Stadt Plymouth in das Dartmoor hinein kämpfte.